# Campamento de la paz
El Campamento de la paz es un encuentro entre jóvenes provenientes de países involucrados en situaciones de conflicto, incluyendo conflictos armados, sociales, culturales o ambientales.
El Fórum Universal de las Culturas se ha unido a Naciones Unidas en su esfuerzo por difundir los Objetivos de Desarrollo del Milenio el objetivo del campamento fue preparar a los jóvenes para que puedan afrontar en las mejores condiciones los retos del 2015, primera fecha límite fijada por los 189 países firmantes de la Declaración del Milenio. El Campamento de la Paz está dirigido precisamente, a los niños de hoy que deberán gestionar los efectos de la globalización, especialmente en los países en vías de desarrollo.
En turnos de varios días se acoge a un centenar de jóvenes de 13 a 14 años, procedentes de ciudades de todo el mundo, en grupos de 10 niños.

## Antecedentes
El primer y segundo Campamento en realizarse fue en Barcelona en el año 2004 y 2005, el tercero fue en Montevideo, 2007 en Monterrey, 2008 en Italia, 2009 en España y 2010 en Valparaíso. También se realizó un Campamento el año 2014 en Nápoles.  
El Campamento de la Paz es una idea que surge en España con el fin de formar personas que sean capaces de ayudar a cumplir los Objetivos de Desarrollo del Milenio.